# Hans Manteuffel
Hans Manteuffel (* 24. Oktober 1879 in Osterode, Ostpreußen; † 7. Januar 1963 in Hamburg) war ein deutscher Architekt.
Von 1900 bis 1902 besuchte Manteuffel die Baugewerkschule Königsberg. Seit 1912 als freier Architekt tätig, baute er zahlreiche Verwaltungsgebäude, die Geschäftshäuser der Firmen Gebrüder Siebert und S. Kiewe & Co. (1928) als Hochhaus am Altstädtischen Markt, das Bankgebäude für die Disconto-Gesellschaft in der Vorstädtischen Langgasse, das Alhambra (Königsberg) mit Café im Hochhaus an der Ecke Steindamm / Wagnerstraße und anderes.
Manteuffel ließ sich nach der Flucht und Vertreibung Deutscher aus Mittel- und Osteuropa 1945–1950 in Hamburg nieder und arbeitete bis zum Tod in seinem Beruf.